# 모터보트 경주법
모터보트 경주법(モーターボート競走法, 1951년 6월 18일 법률 제242호)은 일본에서 경정 개최, 경정장, 투표권 등 경정에 관한 일체를 결정한 법률이다.